# Xin Shiji

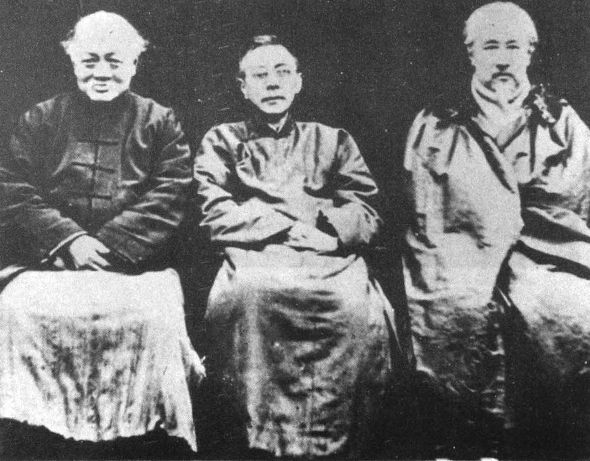
Wu Zhihui, Zhang Renjie e Li Shizeng em Paris, capital da França

Xin Shiji (em chinês: 新世紀; em esperanto:  La Tempoj Novaj; em francês:  Les Temps Nouveaux; mais tarde Nouveau Siècle), traduzido para a língua portuguesa como Novo Século e Nova Era, foi um periódico publicado pelo "Grupo de Paris", um movimento de intelectuais chineses radicais que aderiram à ideologia do anarquismo. Ao contrário do "Grupo de Tóquio" contemporâneo, que se concentrou mais nas tradições indígenas asiáticas, os revolucionários sediados em Paris favoreceram mais o pensamento ocidental – como as táticas anarcossindicalistas e anarcocomunistas, o estudo da língua construída em esperanto e os trabalhos de pensadores como Mikhail Bakunin e Peter Kropotkin.
Isso se refletiu no conteúdo de Xin Shiji, que começou a ser publicado em junho de 1907. Os notáveis fundadores e colaboradores foram Zhang Renjie, Li Shizeng, Chu Minyi e Wu Zhihui. O jornal duraria três anos, até maio de 1910, através de 121 edições, até que finalmente se desfez devido a problemas de financiamento. Foi legendado em francês com inspiração no jornal anarquista com o qual compartilhava um prédio, Les Temps Nouveaux publicado por Jean Grave. Os artigos apresentados incluem "Sobre a vingança das mulheres" de He Zhen, e "Revolução no relacionamento constante dos três", ambos tratados feministas que rejeitavam os princípios-chave do confucionismo. Além de publicar artigos, o jornal serializou longas traduções chinesas de textos de autores como Bakunin, Kropotkin, Pierre-Joseph Proudhon, Élisée Reclus e Errico Malatesta.